# عضلات صدرية
العضلات الصدرية أو الفرائص هي العضلات التي تربط الجزء الأمامي من صدر الإنسان بعظام العضد والكتف. هناك عضلتان على كل جانب من عظمة القص (عظم الصدر) في جسم الإنسان: الصدرية الكبيرة والصدرية الصغيرة.
تنشأ العضلة الصدرية الكبيرة، الأكبر والأكثر سطحية، في الترقوة (عظم الترقوة)، عظم القص، الأضلاع، والامتداد الوتري للعضلات البطنية المائلة الخارجية. تبدو هذه العضلة واضحة تحت الجلد عند الذكور، ويغطيها الثديان عند الإناث. تشد هذه العضلة الذراع باتجاه الجسم (تقريب Adduction) و تدوّر الذراع إلى الداخل الإنسي (medial)، وتسحبه إلى الأمام (Anteversion) كما أنها تُعدّ من العضلات التي تساعد على عملية التنفس. في المقابل، تنشأ العضلة الصدرية الصغيرة من الحواف العلوية والسطوح الخارجية للأضلاع الثالثة والرابعة والخامسة بالقرب من غضاريفها، وكذلك من السفق( وتر عضلي عريض) المغطية للعضلات الوربية. تقوم العضلة الصدرية الصغرى بسحب عظم الكتف نحو الأسفل والأنسي باتجاه الصدر، وتدفع الزاوية السفلية نحو الخلف.

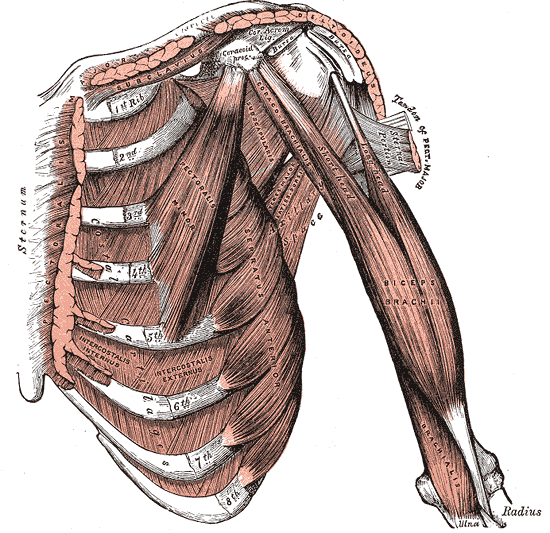
العضلات الصدرية العميقة، بما في ذلك العضلة الصدرية الصغيرة، والعضلة المنشارية الأمامية، والعضلة تحت الترقوية (Gray 1918)

اللفافة الصدرية هي طبقة رقيقة من الأنسجة فوق العضلة الصدرية الكبيرة، وتمتد نحو العضلة الظهرية العريضة على الظهر. بالإضافة إلى العضلة الصدرية الكبيرة والعضلة الصدرية الصغيرة، تشكل العضلة تحت الترقوة الإبط. تحرك الترقوة الكتف إلى الأسفل وإلى الأمام.

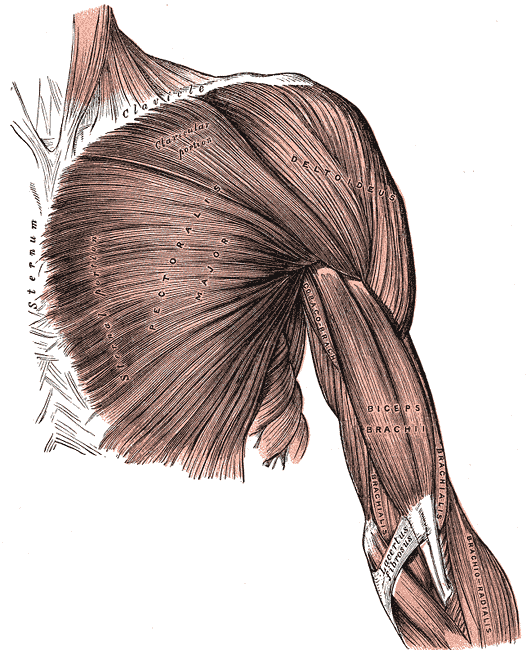
العضلات الصدرية السطحية، بما في ذلك العضلة الصدرية الكبيرة (Gray 1918).

العضلة المنشارية الأمامية هي عضلة أخرى في الجزء الأمامي من الصدر.  تحرك هذه العضلة عظم الكتف إلى الأمام حول الجذع، كما هو الحال عند ضرب لكمة. بين الأضلاع توجد مجموعات مختلفة من العضلات البين عضلية، والتي تساعد في التنفس.